# Alfred Manessier
Pour les articles homonymes, voir Manessier.
Alfred Manessier, né le 5 décembre 1911 à Saint-Ouen (Somme) et mort le 1er août 1993 à Orléans (Loiret), est un peintre non figuratif français, considéré comme un des maîtres de la nouvelle École de Paris.
Profondément imprégné dès son enfance par les paysages et la lumière de la Baie de Somme, il consacre de nombreuses toiles aux méandres et reflets du fleuve, au littoral picard, aux ports du Nord.
D'abord fortement influencé par Rembrandt dont un de ses oncles lui a offert une biographie, il est un élève studieux, apprécié de ses maîtres. Mais c'est en copiant les maîtres du musée du Louvre qui ne cessent de l'émerveiller qu'il découvre l'importance de la couleur et de la lumière. Peu à peu, sa peinture évolue vers la construction et l'abstraction.
À partir de 1947, le vitrail occupe une grande partie de son œuvre. Il en réalise un grand nombre, sur demande de la Commission diocésaine d'art sacré de Besançon aux Bréseux d'abord, puis des dominicains du Saulchoir. Mais à partir des années 1960, les vitraux et leur conservation le préoccupent assez pour qu'il crée en 1964 l'Association pour la défense des vitraux de France avec un groupe d'amis.
S'il est en bonne place dans les lieux de culte et les couvents par ses tapisseries, peintures, vitraux, Manessier refuse l'étiquette de « peintre religieux », et à partir de 1956, date de l'insurrection de Budapest, il réalise un grand nombre de toiles « politisées », en rapport avec les violences du monde : guerre d'Algérie, garrottage de Puig Antich, guerre du Viêt Nam, misère des Favellas, ou lutte des noirs américains pour leurs droits. Ces toiles portent le nom de Hommage notamment à Martin Luther King, au père dom Hélder Câmara ou de Passions.
Sollicité dans les années 1960 pour créer des costumes de ballets ou de théâtre, il a abordé un grand nombre de techniques, dont une gigantesque lithographie, et il laisse derrière lui un œuvre considérable, qui a évolué à la suite de ses voyages : dans les Flandres, en Hollande, au Canada, dans le midi de la France. Son œuvre a été couronné par plusieurs prix internationaux.
Le 28 juillet 1993, il est victime d'un accident de la route dans le Loiret, et il meurt le 1er août 1993. Il est inhumé dans le cimetière de son village natal. Son épouse Thérèse est morte en 2000.

## Enfance et famille (1911-1923)

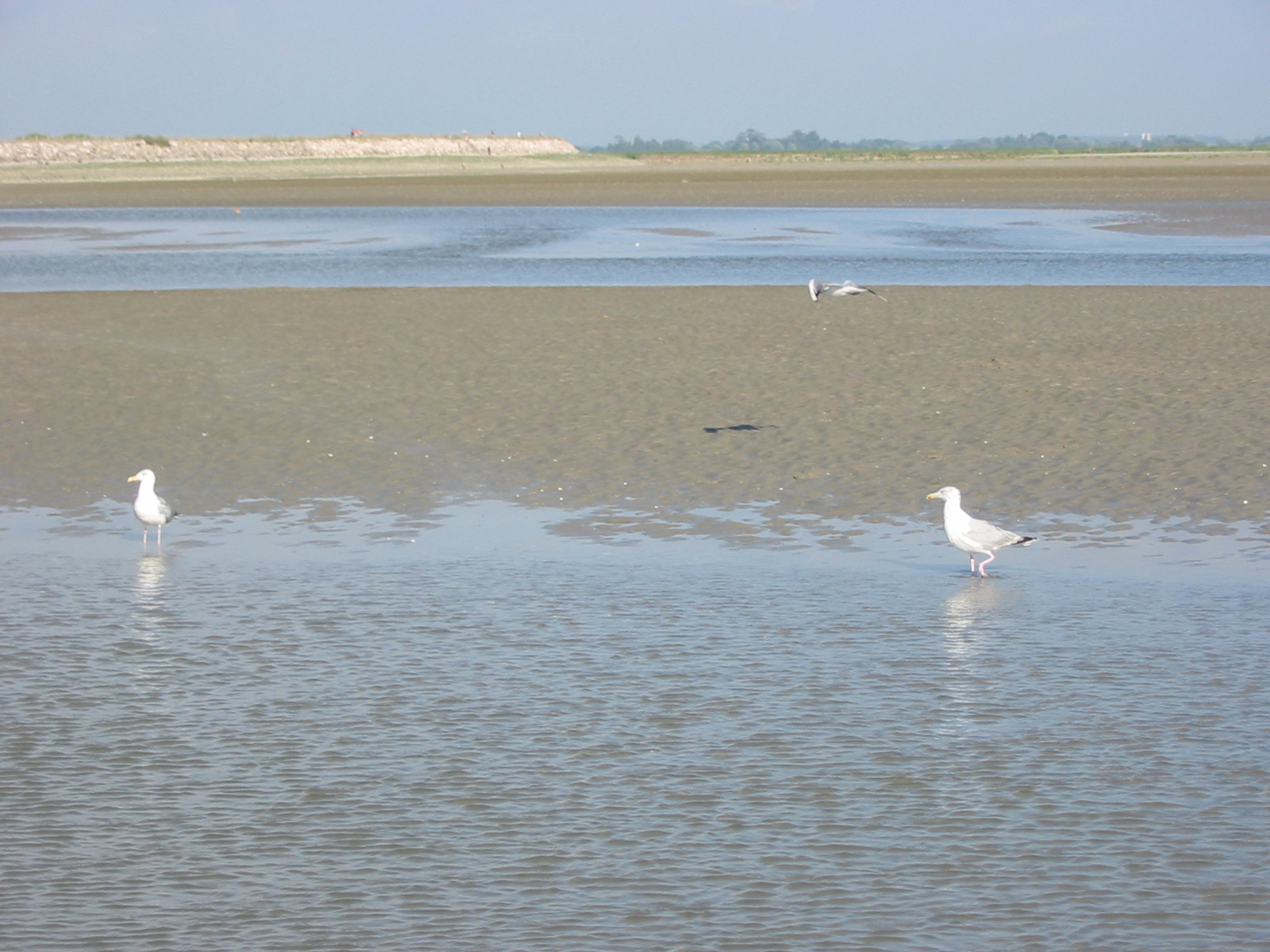
Paysage de la baie de Somme qui a inspiré la peinture d'Alfred Manessier.

Alfred Manessier naît le 5 décembre 1911 à Saint-Ouen (Somme), au domicile « épicerie-buvette » de ses grands-parents maternels, Ovide et Céline Tellier. Saint-Ouen est alors un village industriel dont l'activité principale est le textile. Ses grands-parents paternels, Alphonse, ancien tailleur de pierre, et Florimonde Manessier Vauchelle, tiennent également une épicerie-buvette à Pont-Remy. La famille Manessier est originaire du Pas-de-Calais depuis trois générations. Les deux fils Manessier, Léon et Nestor, ont reçu une solide formation de dessin à l'école des beaux-arts d'Abbeville.
Les parents d'Alfred, Blanche et Nestor Manessier habitent à Abbeville, son père est comptable à l'usine à gaz. On donne à l'enfant le prénom d'Alfred en hommage à son défunt oncle maternel. Son oncle paternel, Léon Manessier, est compagnon du tour de France, maître charpentier, installé lui aussi à Abbeville. En 1912, Ovide et Céline Tellier achètent une grande propriété à Abbeville, faubourg Thuisson. Cette maison permet un regroupement familial autour du jeune Alfred qui est (et restera) enfant unique.

Lors de la Première Guerre mondiale, Nestor Manessier part sur le front. Ce sont les grands-parents qui prennent alors soin de l'enfant. Le grand-père Ovide lui fait découvrir les paysages brumeux des marais de Picardie et l'initie aux couleurs changeantes de la nature. Manessier note dans ses souvenirs : 

« J'accompagnais mon grand-père dans des pêches fabuleuses, à Thuison, où je suis resté jusqu'à huit ans. Et ces huit années pour moi furent un paradis […] C'était la guerre, j'ai honte de le dire, mais j'ai des souvenirs extraordinaires d'illuminations, d'incendies, de feux d'artifice, de bruits, de mystère aussi. Nous étions continuellement dans les marais, dans la nature. »

 C'est pendant cette période que Manessier découvre la nature et la lumière du Nord qu'il va faire jaillir dans son œuvre au fil du temps.
En 1919, le bonheur de retrouver son père, revenu du front, est troublé par la mort de sa grand-mère Céline. En 1921, un séjour au Crotoy lui permet de découvrir la baie de Somme. Cette même année, sa mère gravement malade doit être hospitalisée. Manessier est alors inscrit comme interne au lycée d'Amiens.
En 1922 ses parents, ayant repris un commerce de vins et d'eaux de vie en gros, le rejoignent à Amiens. La famille de nouveau regroupée part en vacances au Crotoy où Manessier, à l'âge de treize ans, réalise ses premières aquarelles que sa mère montre à Albert Matignon (1860-1937), un peintre qui encourage vivement le jeune homme. Dès 1924, Alfred Manessier est inscrit à l'école des beaux-arts d'Amiens où il se fait des amis parmi lesquels Max Vasseur et la future femme de celui-ci : Yvonne. Il est inscrit aux cours de composition décorative.

## Études et formation (1924-1936)
Entre douze et quatorze ans, Manessier a peint d'après nature beaucoup de paysages côtiers au Touquet et au Crotoy. C'était un travail acharné : « Il abattait deux ou trois études par jour, » rapporte Albert Matignon, sociétaire des Artistes français et peintres de marines.
Manessier confie à Jean Clay : « À quinze ans, j'étais assis à trois mètres de Matignon au Crotoy, je peignais le port, des paysages, à l'huile déjà. Taciturnes, on ne se disait rien. A seize ans je réussissais d'assez bonnes marines. […] C'est à cette époque que mon oncle m'offrit une biographie de Rembrandt. Le livre refermé, je m'écriais : Je préfère crever, mais je veux vivre comme ce gars-là. » Toute sa vie, Manessier va considérer Rembrandt comme un père spirituel.
Pendant ses études à l'École des beaux-arts d'Amiens (1924-1929) où il reçoit le surnom de « Manéo », ses principaux loisirs sont l'aviron, qui lui permet de suivre le cours de la Somme d'Amiens à Saint-Valery, le patinage, et le chant : il est choriste à la Jeune comédie de la rue des Trois cailloux d'Amiens.
En octobre 1930, Manessier est reçu à l'École nationale supérieure des beaux-arts de Paris en section architecture. Il entre dans l'atelier Recoura-Mathon, mais il est toujours beaucoup plus attiré par la peinture que par l'architecture malgré son admiration pour Le Corbusier, venu donner une conférence à l'école.
Il s'est également mis à l'école des maîtres : Tintoret, Titien, Rubens, Renoir, et surtout Rembrandt dont l'esprit se retrouve dans son Autoportrait que Manessier réalise en 1928, en clair-obscur, où il suit l'exemple de l'Autoportrait au chevalet et à l'appuie-main de peintre de Rembrandt,. Manessier fait des copies au musée du Louvre. C'est à ce moment-là que se produit un tournant dans sa manière d'appréhender les couleurs : « En faisant la copie de Bethsabée, j'ai compris l'analogie qui peut exister entre Rembrandt et van Gogh, la lumière exprimée était à la fois totale et intérieure. ». Devant La Pourvoyeuse de Chardin, il fait la connaissance de Jean Le Moal qui devient son ami.
En 1932, lors d'un premier voyage d'études en Hollande, le jeune peintre visite la ville de Hilversum et son tout nouvel hôtel de ville conçu par l'architecte Willem Marinus Dudok, lié au mouvement De Stijl. C'est dans le bureau de l'architecte qu'il découvre pour la première fois un tableau de Piet Mondrian.
Le 8 mars de la même année, avec son nouvel ami de l'école d'architecture Pierre Brunerie, architecte à Quimperlé, il participe à des réunions de l'Association des écrivains et artistes révolutionnaires. Pierre Brunerie va demander à Manessier et à Le Moal les vitraux pour la chapelle du Pouldu, qui est le port de Clohars-Carnoët, en 1958. Et par la suite, tout en poursuivant des études formelles à l'école d'architecture, Manessier fréquente plusieurs académies libres de Montparnasse comparables à l'Académie de la Grande Chaumière. L'année suivante, il entre à la Société des artistes indépendants. Il retourne ensuite au Crotoy pour peindre les paysages du nord.
Pour sa première participation au Salon des indépendants, en février 1934, il présente une Nature morte et un Paysage. Il y rencontre son voisin de la rue Notre-Dame-des-Champs : André Masson qui va bientôt partir en Espagne pour soutenir la cause républicaine. Manessier participe à plusieurs manifestations contre le fascisme à Paris. Ce même été, il rejoint ses amis Le Moal et Rouvre en Provence, où il exécute plusieurs œuvres sur le thème d'Eygalières, en particulier les dessins de la série Mas à Eygalières,
Après une initiation à la fresque lors d'un bref passage dans l'atelier de Roger Bissière à l'Académie Ranson où il s'inscrit avec Le Moal en 1935, il présente au Salon de indépendant deux compositions avant de partir au service militaire le 15 avril où il est incorporé à Metz au régiment de chars de combat.

## Vers la non-figuration (1937-1945)
En 1937, sous la responsabilité de Robert et de Sonia Delaunay, il exécute en collaboration avec Jean Bertholle, Jean Le Moal, Bissière, Léopold Survage et une cinquantaine d'autres peintres, des décorations monumentales pour l'extérieur du pavillon des chemins de fer de l'Exposition internationale des arts et techniques de Paris. Léon Blum a voulu que l'avant-garde soit présente à l'Exposition internationale de 1937. Il a confié la décoration du palais des chemins de fer et du palais de l'air aux Delaunay à la condition qu'ils fassent travailler cinquante peintres chômeurs. L'entreprise gigantesque est constituée d'une peinture de 780 m2 pour le palais de l'air, et une composition de 1 772 m2 pour le palais des chemins de fer auquel s'ajoutent des bas reliefs de couleur et un panneau de 150 m2. Réunis dans un garage de la porte Champerret, les artistes ont vécu et travaillé en commun.

En 1938, Manessier s'installe à Paris et épouse Thérèse Simonet le 15 octobre. Dans un entretien avec Colette Jakob pour la revue Heures claires des femmes françaises, no 33 du mois de décembre 1966, Manessier confie : 

« Nous nous sommes mariés en 1938. Immédiatement, au point de vue de la peinture, des drames violents se sont posés à nous. Ma femme, par exemple, aimait Bonnard et j'aimais Picasso. Pour moi, ce n'était pas possible de découvrir une femme qui était absolument mon contraire […] et je dois dire qu'elle a réussi à me faire aimer Bonnard. »

 En 1939, le couple emménage dans une maison du 15e arrondissement au 203, rue de Vaugirard, où, dans l'atelier voisin, se trouve Gustave Singier. Manessier travaille et vit dans cette maison pendant 33 ans.
La mobilisation générale le surprend au Crotoy. Lorsque la Seconde Guerre mondiale éclate, il est incorporé puis démobilisé en 1940. Après la démobilisation, il rejoint Thérèse réfugiée chez Roger Bissière à Boissièrette dans le Lot, et il travaille comme garçon de ferme et bûcheron dans l'exploitation agricole de son ancien professeur. Son fils Jean-Baptiste naît le 3 août 1940 et la famille s'installe dans une ferme à Bénauge. Une fille Christine sera aussi issue de cette union. Sur l'appel de Bazaine, chargé de la section des arts plastiques au sein du groupe Jeune France, il rentre dans la capitale pour participer à l'exposition soutenue par Bazaine. Aux côtés de celui-ci se trouvent Jean Vilar, Jean Desailly, Pierre Schaeffer, Lucien Lautrec, qui s'efforçaient surtout d'obtenir aux arts plastiques quelque travail pour les jeunes artistes.
L'esthétique cubiste et surréaliste ont influencé les premières toiles de Manessier dès 1935. Il considère que son œuvre fondatrice est Les Dieux marins, qui était selon lui une expérience plastique. Et de nouveau, inspiré par Pablo Picasso, Max Ernst et Giorgio De Chirico, il a réalisé deux toiles qui sont le point culminant de l'aventure surréaliste du peintre :  Les Lunatiques et Le Dernier cheval en 1938.
Le 10 mai 1941 à la galerie Braun à Paris, il participe à l'exposition Vingt jeunes peintres de tradition française. Cette manifestation est un pied de nez à la censure nazi qui considère (et interdit) l'art abstrait qu'elle qualifie d'« art dégénéré ». Lancée sous l'impulsion de Jean Bazaine, cette manifestation réunit notamment Tal Coat, Édouard Pignon, Suzanne Roger, Charles Lapicque et bien d'autres. Au début du vernissage, deux officiers de la Propagandastaffel sont entrés dans la galerie et sont ressortis sans dire un mot. Si les œuvres n'avaient rien à voir avec l'esthétique prônée par les nazis, il ne s'agissait pas à proprement parler d'abstraction : l'expression « tradition française » suffisait à rassurer. Certains des peintres sont proches de l'esprit d'Emmanuel Mounier qui, dès 1934, s'insurgeait contre toute forme d'embrigadement dans la revue Esprit.
Manessier rejoint ensuite le Bureau d'études des arts plastiques de Jeune France sis au 7, rue Jean-Mermoz à Paris. Le peintre fait peu d'œuvres sur le sujet de la guerre. Le seul qu'il réalise le 3 mars 1942, Apocalypse, fait suite au bombardement britannique de Boulogne-Billancourt. C'est un dessin à l'encre de Chine qu'il a détruit lui-même par la suite. Sa peinture conserve des traces de figuration et de cubisme mêlés comme le montre L'Homme à la branche,.
Le 20 mars 1942, le gouvernement de Vichy déclare la dissolution de Jeune France. Chaque artiste reprend ses activités. Grâce à une petite assurance-vie que lui avait laissée son père, le peintre achète une modeste maison paysanne le 30 mai, il verse un premier acompte pour l'achat de cette maison située au Bignon, commune de Révillon dans l'Orne, près de Mortagne où demeure la famille de son épouse. Il réalise une aquarelle sur papier en 1944, Le Bignon la nuit qui se rapproche des rythmes simultanés des Delaunay.
En 1943, Manessier est présent à la Galerie de France lors d'une exposition intitulée « Douze peintres d'aujourd'hui » parmi lesquels se trouvent notamment Gustave Singier, Édouard Pignon, Léon Gischia, Jean Bazaine, Jean Le Moal. Le jeune étudiant à la Sorbonne Camille Bourniquel qui est aussi écrivain, vient visiter l'atelier de Manessier pour lui acheter plusieurs petites toiles. C'est le début d'une longue amitié. Camille Bourniquel est reçu chez les Manessier au Bignon, et à la mi-septembre, Bourniquel annonce qu'il a l'intention de faire une retraite à La Trappe. Cette démarche intrigue son ami Manessier qui le suit par curiosité. Les deux hommes resteront trois jours et feront ensemble une expérience spirituelle qui a une grande importance dans l'orientation du peintre.

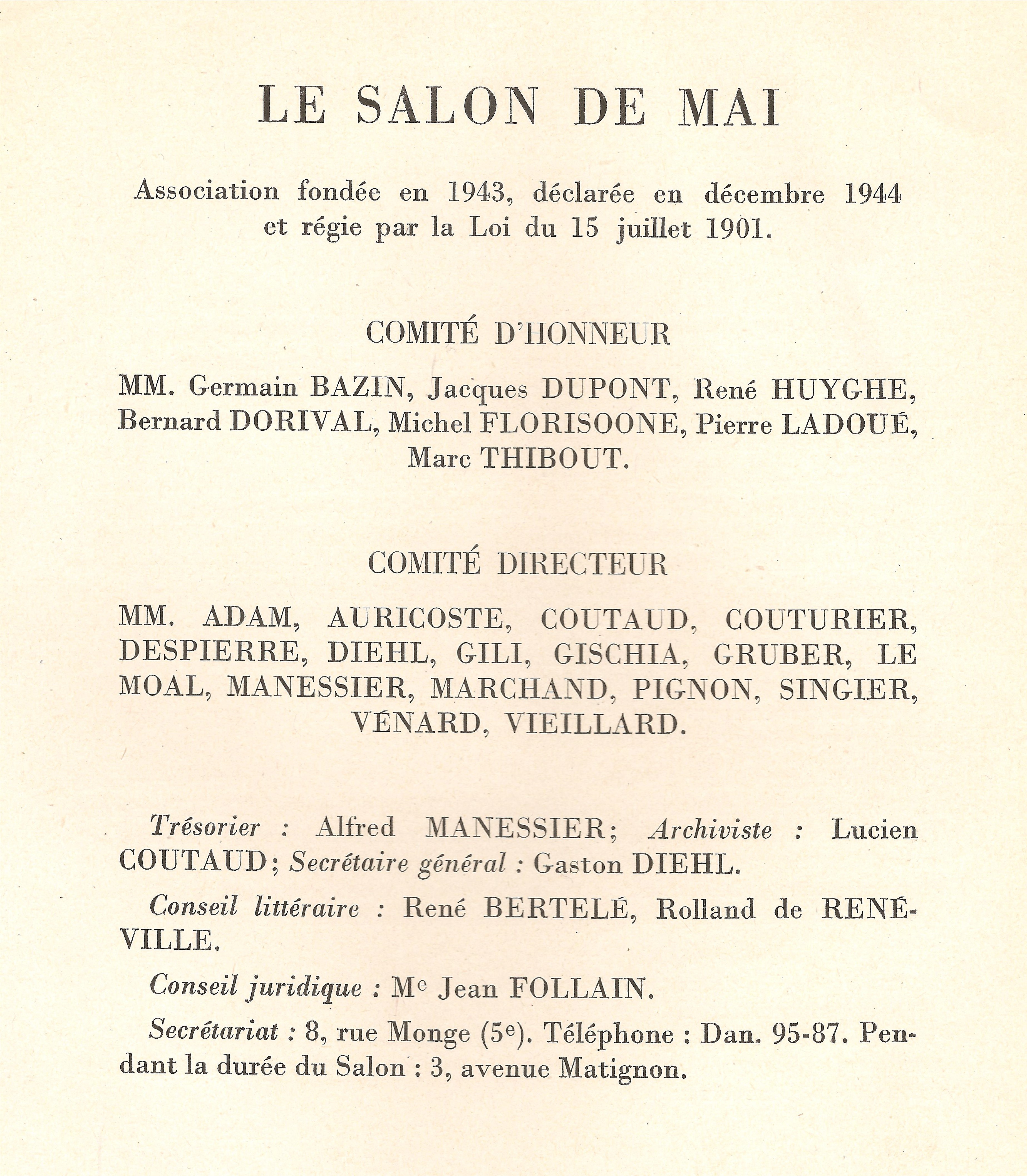
Premier Salon de mai.

En 1945, au no 3 de l'avenue Matignon, la galerie Maurs accueille du 29 mai au 29 juin un nouveau salon : le Salon de mai où sont réunis 58 peintres, graveurs, sculpteurs, et 28 poètes et écrivains. L'idée de ce salon remonte à 1943 lorsque dans l'arrière salle d'un café rue Dauphine, un petit groupe d'artistes ont été réunis par Gaston Diehl qui cherche toujours de nouveaux talents. Les artistes présents n'ont aucune ligne esthétique spécifique, leur style va de la figuration au surréalisme ou à l'abstraction. À côté de Roger Bissière, se trouve Félix Labisse, Le Moal, Manessier, Francis Gruber, Nicolas de Staël, Mario Prassinos Gustave Singier, André Fougeron. La presse ne s'y trompe pas et elle accueille avec enthousiasme ce « Salon du renouveau » où Manessier présente Salve Regina qui sera acheté le 3 août 1947 par le musée des beaux-arts de Nantes.
La première toile évènementielle de Manessier, Les Cloches de Notre-Dame, est dédiée à la Libération de Paris en 1946.

## Art sacré et art abstrait

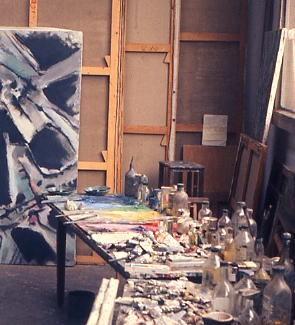
L'atelier d'Alfred Manessier à Émancé en 1969.

Le mouvement de rénovation de l'art sacré par l'art abstrait a été discrètement lancé depuis le milieu des années 1930 et poursuivit dans les années suivantes. Notamment le tableau de Nicolas de Staël De la danse  a été exposé par le père Laval à l'abbaye du Saulchoir, un couvent dominicain, en même temps que des peintures de André Lanskoy fin 1946 début 1947. Avec La Vie dure, Ressentiment, Hommage à Piranese Staël est encore considéré comme un abstrait bien que sa recherche va s'écarter de ce style très rapidement.
En 1947, l'art sacré franchit une nouvelle étape vers l'art abstrait, grâce à l'ouverture d'esprit d'un prêtre du diocèse de Besançon, le chanoine Lucien Ledeur qui est alors secrétaire de la Commission diocésaine d'art sacré. C'est lui qui fait appel à Manessier, peintre alors peu connu et lui confie d'exécution de deux vitraux pour l'église Saint-Michel des Bréseux (canton de Maîche dans le Doubs).

Manessier raconte à Claire Stoullig en mai 1991 : 

« C'est l'abbé Morel du diocèse de Besançon qui a le premier prononcé mon nom au chanoine Ledeur. Celui-ci cherchait un peintre pour une aventure, quelque chose de tout à fait nouveau dans son diocèse, qui aurait commencé par cette petite église Saint-Michel des Bréseux dont le curé était un de ses amis, un homme très humble et sans prétention qui l'aurait suivi. […] Il était très conscient de me laisser carte blanche.[…] Je peux dire cependant que les vitraux n'ont jamais influencé ma peinture […] Ils s'inscrivent précisément dans un moment de ma façon de peindre. »

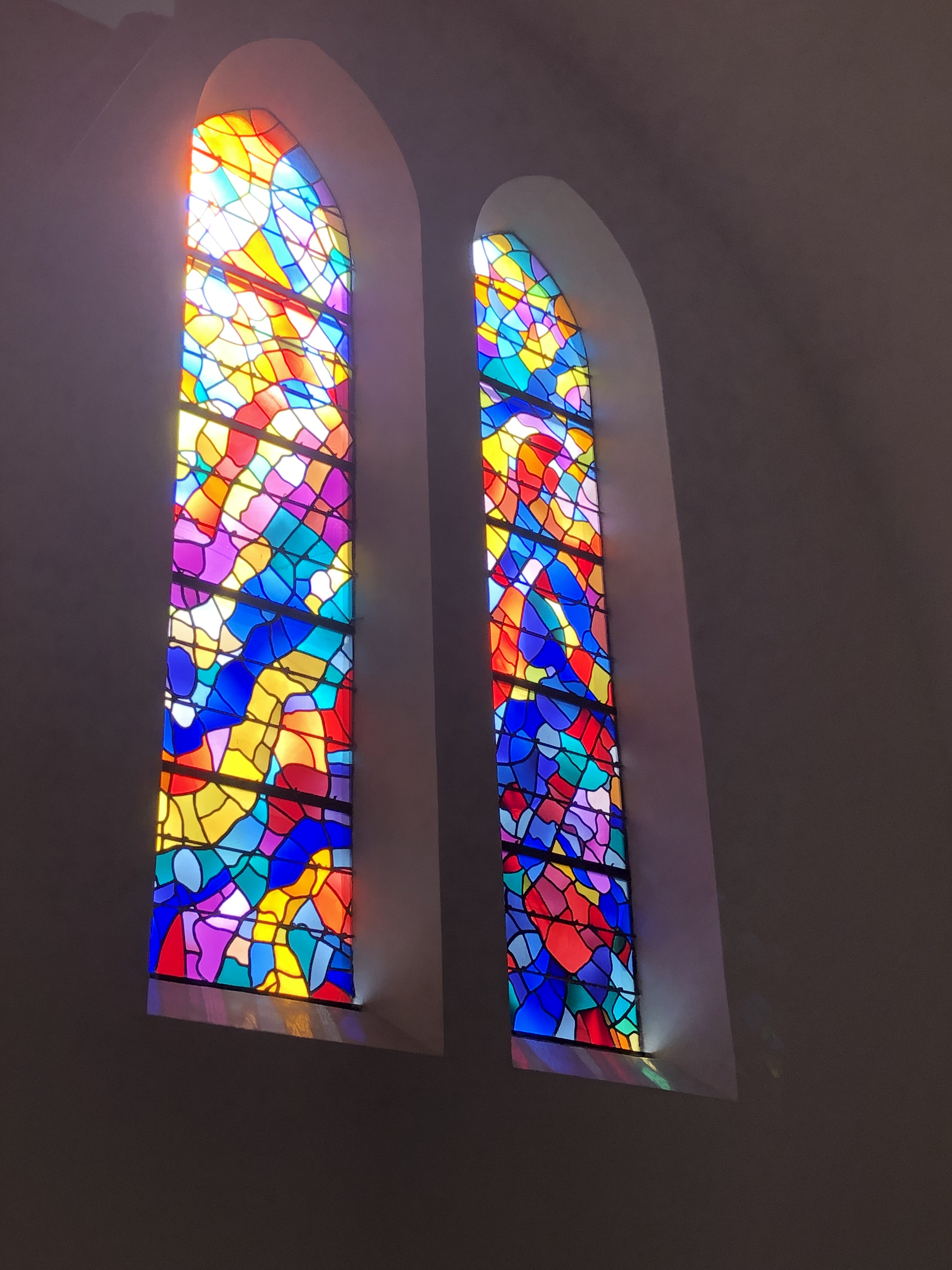
Vitrail de la chapelle du Carmel de Verdun

Les premiers vitraux intitulés Paysage bleu et Paysage doré sont posés en 1948. L'ensemble est inauguré en 1950.
Le 5 août de la même année, le père Avril, prieur du couvent des dominicains du Saulchoir, lui commande une tapisserie pour l'oratoire : Le Christ à la colonne,. Réalisée à Felletin dans le Limousin en 1948, cette tapisserie, qui vient en accompagnement d'un tabernacle sculpté par Henri Laurens est actuellement conservée dans la chapelle du couvent des Dominicains de Lille.
Dans un autre entretien donné à la revue L'Art religieux actuel à l'époque des Bréseux, le peintre précise sa conception de l'art sacré  qu'il ne cessera jamais de soutenir :
« […] dans la perspective de son offrande collective, l'art sacré ne peut se retrouver lui-même qu'à la seule condition d'être remis en question par le moine, le prêtre. C'est à lui en effet qu'incombe la tâche de prendre conscience des courants esthétiques et des matériaux nouveaux. »
L'année suivante, en 1949, Manessier réalise sa première exposition personnelle à la galerie Jeanne Bucher à Paris. Le directeur de la galerie, Jean-François Jaeger, lui a demandé de composer sept lithographies sur le thème de Pâques. C'est dans cette galerie qu'Ole Henrik Moe, le futur directeur du Centre d'art Henie-Onstad à Oslo rencontre le peintre. Séduit par son travail, il devient un fervent admirateur et un fidèle critique de l'œuvre de Manessier à partir des années 1950.
Le vitrail tient une place importante dans la production artistique de Manessier. Dans l'architecture moderne il utilise la technique de la dalle de verre comme à Hem (Nord), dans la chapelle Sainte-Thérèse-de-l'Enfant-Jésus et de la Sainte-Face (1957) conçue par l'architecte Hermann Baur. Dans les architectures anciennes il adopte le verre antique et le plomb, sans grisaille.
En visite à la cathédrale de Chartres le 3 janvier 1975 pour voir la restauration du vitrail l'Arbre de Jessé, Manessier est catastrophé : il apprend qu'une pellicule de plastique aurait été appliquée sur les verres et il constate que la patine semble avoir disparu.
L'année suivante, le 10 mars 1976, avec Bazaine, il fonde l'Association pour la défense des vitraux de France qui compte aussi parmi ses membres fondateurs Hans Hartung, Sonia Delaunay, Paul Acloque, ancien directeur de l'entreprise Saint-Gobain, Jean Tardieu, Pierre Soulages, entre autres personnalités artistiques.

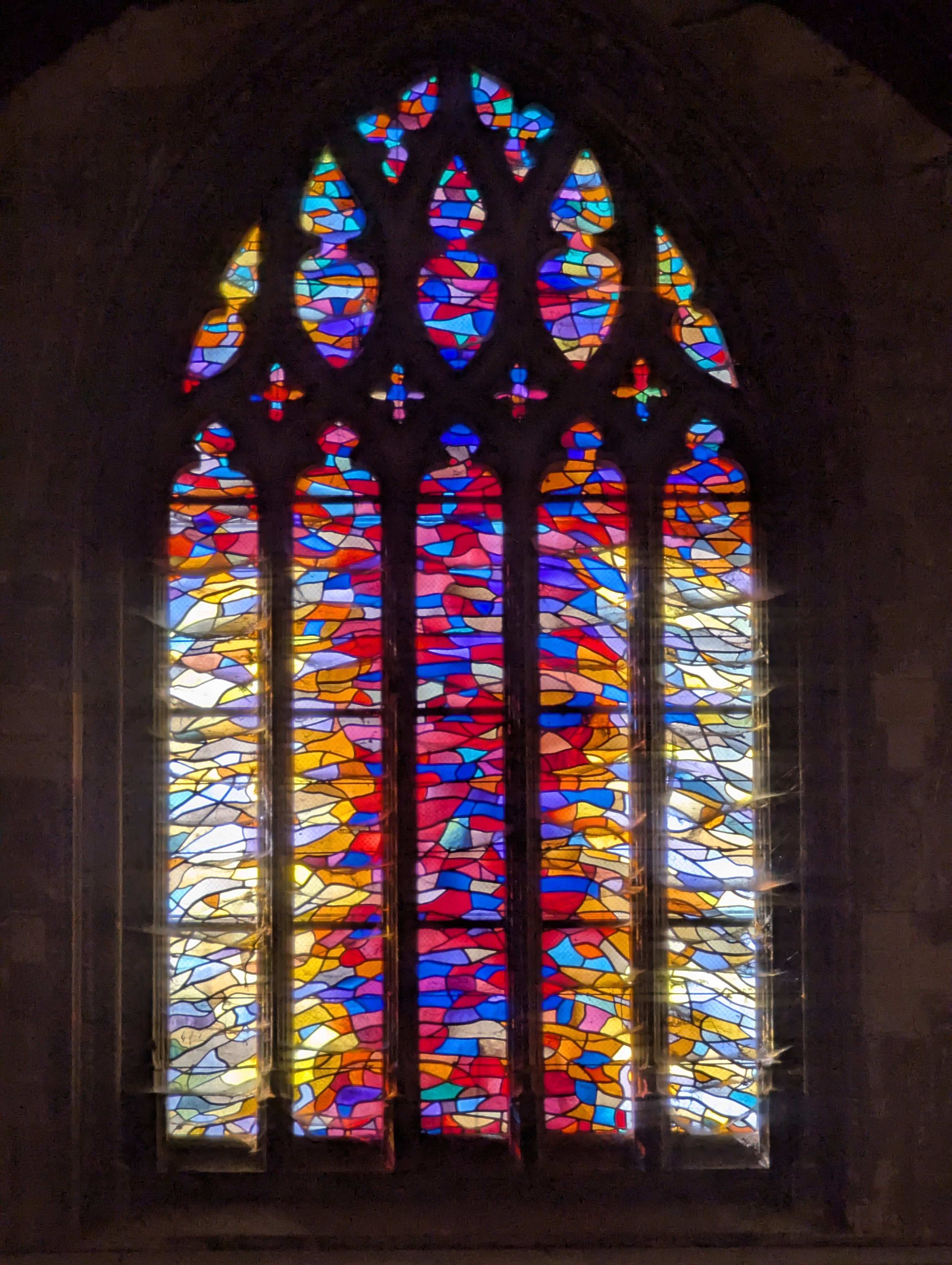
Alfred Manessier Vitrail Ouest de l'Église Saint Sépulcre d'Abbeville appelé aussi Ombre de la Croix

Manessier a aussi réalisé les vitraux de la crypte de la cathédrale d'Essen, de la crypte de l'église Saint-Pantaléon de Cologne, des églises de Brême, les cathédrales de Fribourg (Suisse) et de Saint-Dié-des-Vosges, de l'église Saint-Bénigne de Pontarlier, de l'église Saint-Ronan de Locronan (Bretagne). Cet aspect de son œuvre trouve son apogée et son achèvement dans les verrières de l'église du Saint-Sépulcre d'Abbeville, dont les travaux ont débutés en 1982 et furent inaugurés en mai 1993. Ses amis Jean Bazaine, Jean Le Moal, Gérald Collot et Elvire Jan furent à plusieurs reprises ses collaborateurs dans des réalisations majeures.

## Les paysages du Nord et le monde

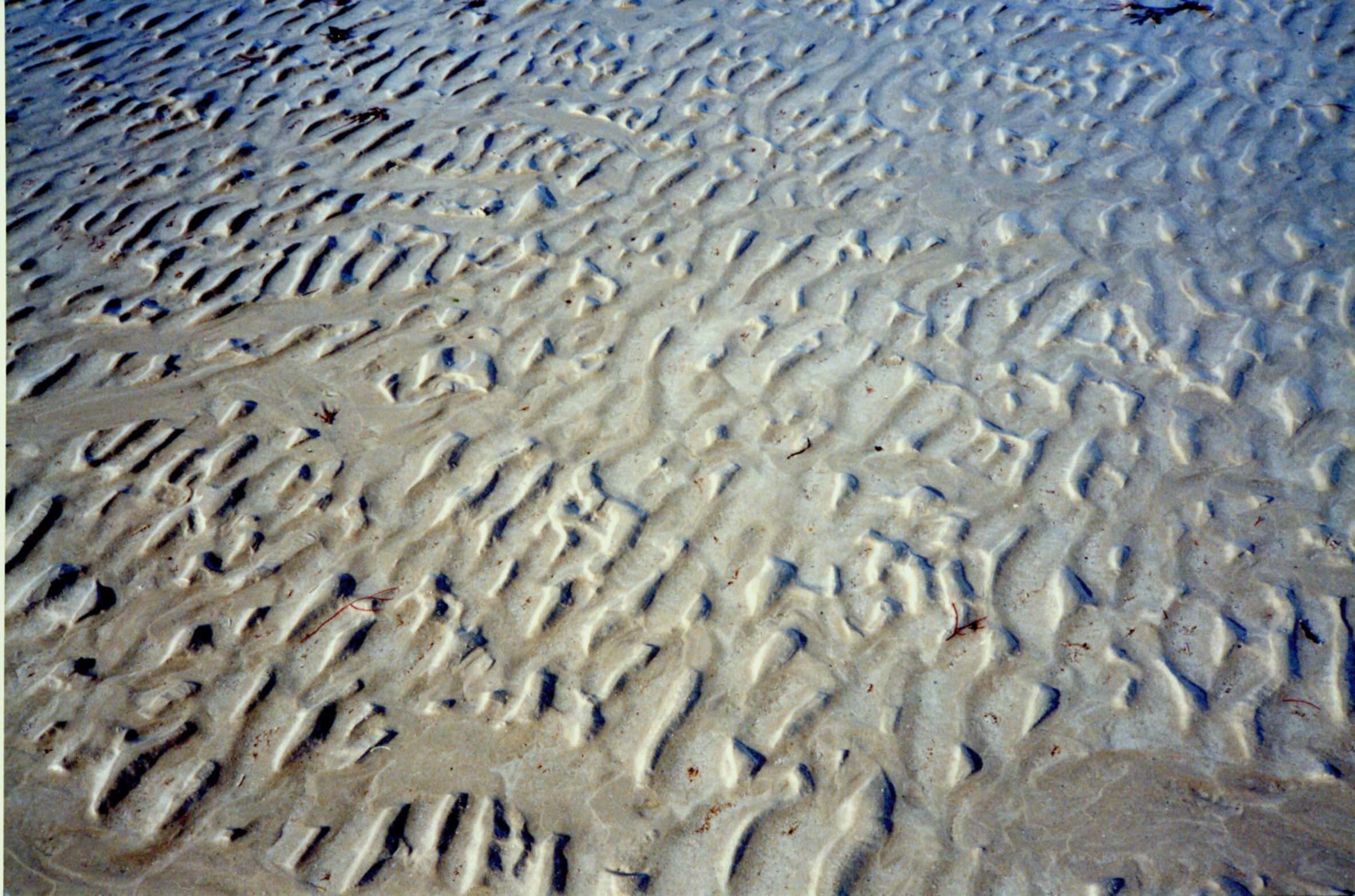
Les sables de la Baie de Somme d'après lesquels Manessier a réalisé une suite de lavis autour de 1981-1983.

Les tableaux de l'artiste à partir de 1948 portent souvent des titres en rapport avec la religion sans toutefois que Manessier oublie sa passion pour les paysages du Nord. Ainsi la Pietà,, La Passion selon saint Matthieu (1948),, qui ont tous des thèmes religieux, seront suivis d'un grand nombre de paysages du nord. Entre autres Espace Matinal (1949),. La série des peintures dites « religieuses », notamment la série des Passions, apparaîtra surtout à partir des années 1950 : La Passion de N.S Jésus-Christ (1952),, Pour la fête du Christ roi (1952),. Ces tableaux sont d'autant plus connus que beaucoup d'entre eux sont conservés dans des collections publiques.
Les tableaux inspirés des paysages du Nord, comme Le Flot en baie de Somme (1949), sont en grande partie en mains privées.
En 1949, Manessier retourne en Baie de Somme où il peint une série d'huiles et d'aquarelles : Le Flot en baie de Somme, Port du Crotoy au petit jour. Ce thème des paysages du Nord tient une grande place dans son œuvre peint, qu'il s'agisse des Flandres où il se rend entre 1949 et 1951, périple qui donnera naissance à un grand nombre d'huiles sur toile : Les Flandres (1950),, Marée basse. Son périple nordique l'entraîne de la Manche à la mer du Nord, produisant un nombre étonnant d'huiles sur toiles de grande dimension comme Morte-eau (1954), Mer Montante (1954), Mer du Nord (1954),.
« De 1953 à 1955, il peint de plus en plus des paysages, la nature nordique semble devoir lui réserver une nouvelle image, encore indistincte, il travaille longtemps sur ses toiles […] tout ce qu'il observe trouve un écho dans son esprit enchanté, dans les vastes cimentions des paysages hollandais il subit l'émotion profonde de l'image nouvelle devenue claire et distincte. Sa rencontre avec la Hollande est pour lui une libération intérieure. »
À partir de 1955, suit une période « hollandaise » puisque le peintre passe le mois de février aux Pays-Bas. Il en rapporte des toiles d'un style très différent, plus coloré et plus gai : Fête en Zeeland, Près de Haarlem, en 1956 : Canal en fête, Polders enneigés,. On peut voir dans ces intonations claires et modulés un rapport à la peinture de Paul Klee dont Manessier reconnaît avoir subi l'influence avant la guerre
En 1955, l'artiste reçoit le grand prix de peinture de l'Institut Carnegie de Pittsburgh pour La Couronne d'épines (1954), et le prix international de l'exposition de Valencia, Venezuela.

Christine Manessier se souvient du jour où on lui a annoncé la nouvelle : 

« en été 1955, je me souviens, nous étions en vacance au Crotoy dans une maison donnant sur le port lorsque Bernard Dorival et le photographe Luc Joubert sont venus faire un reportage sur mon père en vue de préparer un article à paraître dans la revue d'art L'Œil. Bientôt, le grand prix international de peinture contemporaine de l'Institut carnegie de Pittsburgh sera attribué à Manessier, confirmant ainsi sa carrière. »

Chaque voyage apporte une évolution dans la peinture. En 1956, Manessier retourne aux Pays-Bas et au retour s'arrête chez Georges Braque à Varengeville-sur-Mer. Et en décembre de cette même année, la Galerie de France expose un ensemble de 18 tableaux inspirés des paysages hollandais : Le Canal en fête, Fête en zeeland, Port néerlandais. Manessier confie à Raimond Herblet à ce moment-là : 

« Je ne veux pas qu'on fasse de moi un fabricant de couronnes d'épines. Cette exposition n'aura pour thème que la nature. C'est mon rythme je crois, cette oscillation entre Dieu et la vie […]. »

L'artiste n'est pas sourd aux agitations du monde. La tragédie de Budapest lui inspire des Requiems aux couleurs violentes qui annoncent une peinture politique engagée. Traité en grand formats, ce style de peinture sera récurrent dans son œuvre.
Style pétri de révolte que l'on retrouve plus tard au moment de la Guerre du Viêt Nam qui lui inspire Viêt Nam Viêt Nam (1972),. De même le garrotage de Puig Antich en 1974 qui a inspiré à Joan Miró L'Espoir du condamné à mort, inspire à Manessier Pour la mère d'un condamné à mort (1975),.
Plus tard encore, c'est par des Hommages qu'il manifeste son soutien à différentes causes : Hommage à Miguel de Unamuno (1965),, Hommage à Martin Luther King (1968),, Hommage à Dom Hélder Câmara (1979). Les bidonvilles du Nordeste brésilien lui inspirent une série de Favellas, toutes de grands formats, réalisées entre 1980 ett 1983.

## La nature et le monde

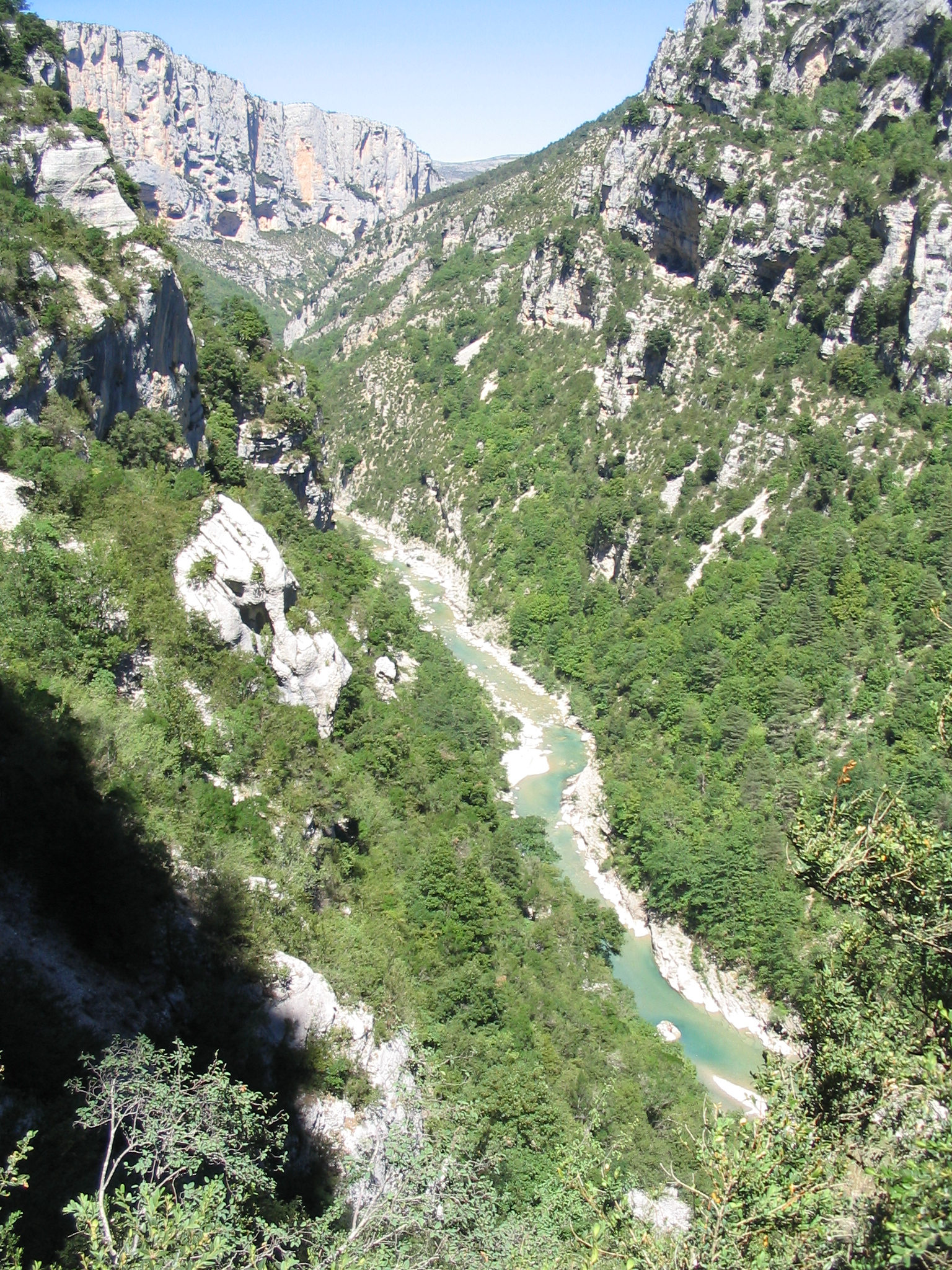
Gorges du Verdon (Provence). En 1958 et 1959 les paysages de Provence sont à l'origine d'une série de dessins et de nombreuses peintures de Manessier.

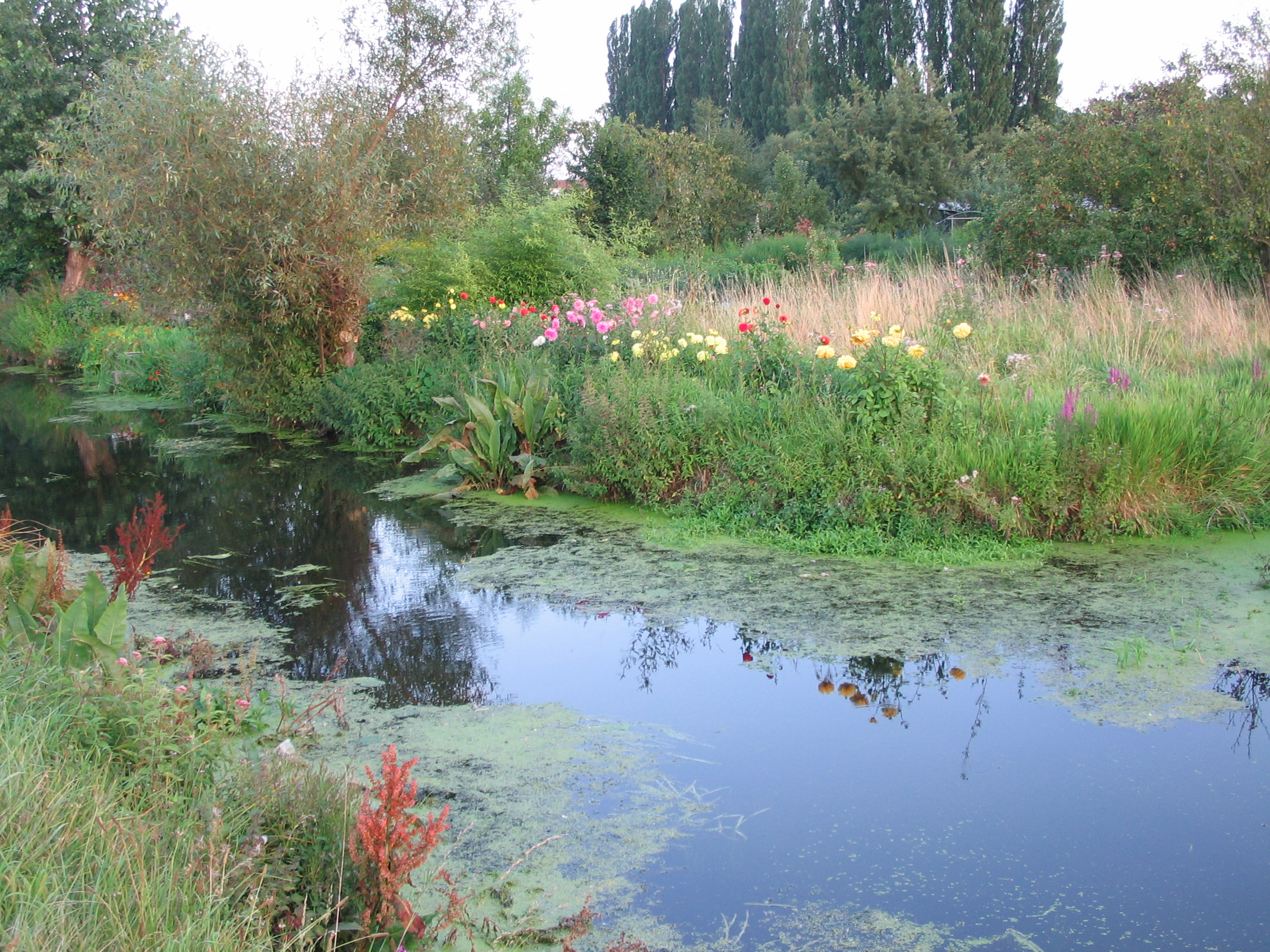
Une vue des hortillonnages d'Amiens qui ont inspiré deux tableaux au peintre.

Un critique parle, pour Manessier, de « provocation » de la nature. En effet, Manessier se sent « provoqué » à peindre par la nature, dès sa jeunesse. Dans l'œuvre peint et dans l'œuvre tissé un réel hommage à la nature se fait jour. Les teintes, les lumières sont le fait d'un regard émerveillé et scrupuleux. Toujours étonné par l'inépuisable foisonnement des formes, Manessier exprime comme une gratitude dans ses œuvres. Et lorsqu'il évoque les personnalités qu'il admire, il s'agit souvent d'hommes qui ont entretenu une relation avec divers aspects de la nature : Camille Corot, Claude Monet, Teilhard de Chardin entre autres.
La nature est présente également dans les œuvres nées de ses regards sur les Pays-Bas, la Provence, l'Espagne, le Canada, la Beauce, le Canada : Petit paysage hollandais (1956), Joie champêtre (1974), Terre espagnole, Vers Jativa, Paysage esquimau, Soleil d'hiver, Givré, Alleluia des champs, La Mancha d'octobre, Avril en Beauce, Moissons I et II. Manessier voyage beaucoup et s'imprègne des spectacles naturels jusque dans le détail. Mais il n'oublie jamais sa région d'origine, notamment les Hortillonnages d'Amiens qui lui ont inspiré deux œuvres majeures Les Hortillons au printemps 1979, et Nuit d’hiver dans les marais picards 1983
En 1959, lors d'un voyage en Haute Provence, près du Verdon, Manessier renoue avec une série de lavis qui le détournent de la grille cubiste pour privilégier une composition plus ample. Le travail commencé dans le midi se poursuit à Paris et donne naissance à des toiles comme La Durance, Lumière crépusculaire, Les Maures, Le Mistral, "La Montée à Moissac, Verdon I, II et III,. À la suite d'un deuxième séjour estival chez son ami l'architecte Édouard Albert (La Nuit au Mas) la Galerie de France peut présenter une exposition intitulée « Manessier, œuvres récentes, Haute Provence » qui comporte 28 huiles sur toile et 32 lavis.

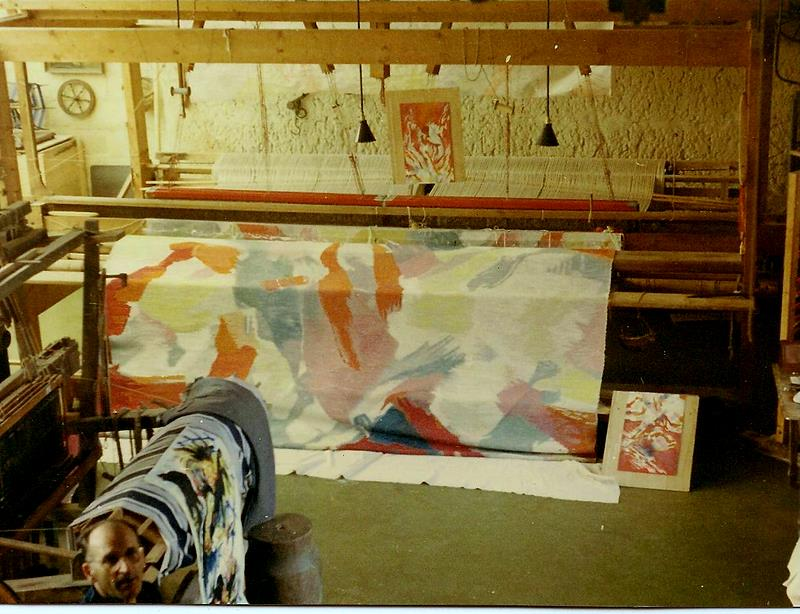
L'atelier des tisserands Plasse Le Caisne en 1967 lors de la réalisation de la tapisserie Hymne à la joie pour la salle des mariages du nouvel hôtel de ville de Grenoble.

La tapisserie fait aussi partie de l'œuvre de Manessier. Après sa rencontre avec le couple de tisserands Plasse Le Caisne vers la fin des années 1940, Manessier se consacre à la tapisserie. Il produit notamment La Construction de l’Arche (1947) et, après la commande passée par le père Avril de la communauté dominicaine du Saulchoir : Le Christ à la colonne (1948) et La forêt en janvier (1949), une série de tapisseries monumentales : Chant grégorien (1963-1969), Vers l’espace sous-marin (1964), Espace sous-marin (1964), Hymne à la joie (1967), La Joie (1968), L’Accueil (1984).
En 1957, après la lecture des réflexions de Paul Valéry sur les beautés de la langue française dans la traduction des poèmes de Saint Jean de la Croix par le père Cyprien, carme déchaussé du XVIe siècle, Manessier entreprend une série de douze lithographies auxquelles la Galerie de France consacre une exposition en avril 1959 qui deviendront douze tentures (1969-1971), exécutées par l'atelier Plasse le Caisne. En 1950, il avait réalisé un baldaquin de 140 × 140 cm dont l'original est conservé au couvent des Carmes de Paris, représentant l’effusion de l’Esprit saint et dont une reproduction est déposée au musée du Vatican.
Avec ce même atelier de Tisserand, il expose à Chartres lors d'une l'exposition. L'exposition a donné lieu à un film de 16 min "Les Fils enchâinés" réalisé par Eliane M. Janet Le Caisne avec une musique de Paul Arma et le saxophone de Jacques Desloges. Les tapisseries sont des tisserands Plasse Le Caisne sur des carton de Manessier. Des photographiques de l'exposition sont disponibles sur la base POP du ministère de la Culture.
À partir des années 1960, le succès critique lui vaut toutes les sollicitations. On fait appel à lui à Rome, avec Bernard Dorival, Alberto Giacometti et Édouard Collectif[Qui ?] pour former le jury du prix de Paris. On le sollicite en Italie pour créer les décors et les costumes d'un ballet de Léonide Massine, La Commedia umana inspirée du Décaméron de Boccace Au cours des années 1960, le peintre reçoit beaucoup de propositions pour des décors, des costumes de spectacles. Georges Wilson lui propose de créer des costumes pour une mise en scène de Jean Vilar de La Vie de Galilée de Bertolt Brecht au TNP. Avec les tisserands  de l'atelier Plasse Le Caisne, il travaille à une tapisserie monumentale pour le foyer de la musique de la Maison de l'ORTF de Paris.
En 1961, bouleversé par la guerre d'Algérie, Manessier entreprend la série des Passions : A été enseveli, Tumulte (1961),. Thème qu'il poursuit l'année suivante dans le polyptyque L'Empreinte et Les Ténèbres. Le polyptyque est présenté par le critique d'art Jacques Lassaigne à la 31e Biennale de Venise en 1962, en même temps que quatorze toiles sur la Passion et la Résurecction. Manessier reçoit le grand prix international de peinture et le prix de l'institut liturgique catholique.
En 1962, en hommage à Charles Péguy, il engage une grande œuvre lithographique : Présentation de la Beauce à Notre-Dame de Chartres de Charles Péguy. Il calligraphie lui-même le texte que l'auteur avait dédié à un jeune ami suicidé.

Manessier s'est toujours défendu d'être un peintre religieux. Il déclarait en 1951 

« Je ne crois pas à la peinture religieuse. C'est l'homme qui doit être religieux. j'établis une différence entre le sujet et l'objet. Ainsi, dans Corot, il y a un éclairage chrétien, et c'est pour moi bien plus valable que toutes les peintures sur des thème religieux qui manquent de cette lumière de Corot. »

L'œuvre de Manessier a été couronnée par des prix internationaux. Sélectionné pour la Biennale de Venise en 1950, le grand prix de peinture lui est attribué en 1962, alors que Giacometti obtenait le grand prix de sculpture. Manessier est le dernier peintre français ainsi récompensé, après Henri Matisse, Jacques Villon et Raoul Dufy. Il exposait des œuvres de grand format sur les thèmes de la Passion et de Pâques. En 1953, il reçoit le premier prix de peinture à la Biennale de São Paulo, et en 1955 le grand prix de peinture de l'Institut Carnegie de Pittsburgh.
En 1991-1992, l'artiste consacre beaucoup de temps aux maquettes des vitraux de l'église Saint-Sépulcre d'Abbeville dont il a commencé la réalisation en 1988, et dont l'ensemble sera inauguré à Pâques 1993. Cette même année, Manessier peint trois variations de paysages aux dimensions monumentales : Espaces marins,.
Sa dernière œuvre, inachevée, Notre amie la mort selon Mozart (1993) est une grande toile verticale. Sous un voile très clair semé de touches de couleurs variées, s'étend un fond rouge, lui-même très nuancé.
Le 28 juillet 1993, Alfred Manessier est victime d'un accident de la route dans le Loiret, et il meurt le 1er août 1993 à l'hôpital d'Orléans la Source. Le 5 août, ses funérailles ont lieu à l'église du Saint-Sépulcre d'Abbeville. Il est enterré à Saint-Ouen, son village natal.

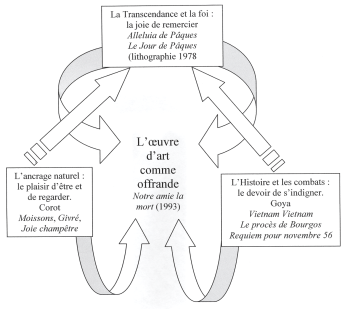
Schéma.

## Les œuvres d'Alfred Manessier

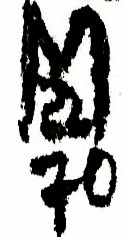
Monogramme d'Alfred Manessier.

Afin de ne pas alourdir le présent article, cette liste fait l'objet de plusieurs article spéciaux, merci de vous référer aux listes suivantes :
- Liste des œuvres de Manessier dans les musées de France
- Liste des œuvres de Manessier dans les musées du monde
- Liste chronologique des œuvres de Manessier
- Liste des vitraux de Manessier
- Liste des tapisseries de Manessier

### Illustration
- Présence d'Apollinaire. Publication faite à l'occasion de l'exposition organisée par Gaston Diehl pour les 25 ans de la mort d'Apollinaire à la galerie René Breteau à Paris du 22 décembre 1943 au 31 janvier 1944[93].
- La Correspondance du vin (essais), dessins de Jean Bertholle, Georges Dayez, Elvire Jan, Jean Le Moal, Alfred Manessier, Véra Pagava, Édouard Pignon, Gustave Singier et Jean-Paul Turmel, Éditions Guitardes, Paris, 1981.

## Grandes expositions personnelles françaises
Choix d'expositions, parmi bien d'autres, ayant eu lieu à partir de 1993. Les catalogues, riches en reproductions et articles, reprennent souvent des entretiens avec Alfred Manessier et offrent des extraits de ses carnets personnels.
- 1992-1993 : rétrospective dans les galeries du Grand Palais, Paris. [Catalogue édité par Skira  (ISBN 2-605-00222-5)].
- 1993-1994 : L'Œuvre tissé, exposition itinérante en France et en Suisse. [catalogue].
- 1993-1994 : vingt-sept aquarelles verticales, Galerie de France, Paris. [Catalogue  (ISBN 2-902406-47-9)].
- 1996 : Quinze lithographies sur le thème de Pâques, espace Georges-Bernanos, Paris.
- 1997 : maquettes des vitraux de l'église du Saint-Sépulcre d'Abbeville, espace Georges-Bernanos, Paris.
- 1998 : rétrospective au musée de Cambrai. [Catalogue].
- 1998 : tapisseries (atelier Plasse Le Caisne) et maquettes de vitraux, musée de Borda, Dax.
- 1999-2000 : Passions, Moissons et Alléluias, musée Quesnel-Morinière, Coutances.
- 2001 : Les Cantiques spirituels de Saint-Jean-de-la-Croix, suite de douze tapisseries (atelier Plasse Le Caisne), La Chaise-Dieu. Exposition également présentée dans la cathédrale de Beauvais en 2002.
- 2002 : Du trait à la couleur (dessin, peinture, tapisserie, vitrail), palais du Roi de Rome à Rambouillet.
- 2003 : Livres illustrés par Manessier, bibliothèque Robert-Mallet, Abbeville.
- 2004-2005 : Paysages de la Baie de Somme et de Picardie, musée d'Amiens. (Catalogue].
- 2005 : Les Tours et autres peintures, musée de Soissons. (Catalogue).
- 2006 : dation et dons aux collections nationales, musée national d'art moderne, Paris.
- 2008 : Alfred Manessier en Provence, musée Cantini, Marseille, du 26 juin 2008 à septembre 2008.

## Philatélie
En hommage à Alfred Manessier un timbre reproduisant l'une de ses œuvres, Alleluia, est émis par la Poste française en 1981 (valeur de 4 francs).

### Ouvrages consultés pour les sources
- Bernard Ceysson, Jean-Marie Lhôte et Christine Manessier, Manessier : lumières du Nord, Paris, Skira, 2000, 219 p. (ISBN 978-2-8046-0421-9)
- Collectif Centre national des arts plastiques de Paris, Manessier, Genève, Skira, 1992, 195 p. (ISBN 978-2-605-00222-1)
- Jean-Louis Ferrier et Yann Le Pichon, L'Aventure de l'art au XXe siècle, Paris, éditions du Chêne-Hachette, 1988, 898 p. (ISBN 978-2-85108-509-2) préface de Pontus Hultén

### Articles de presse
- Harry Bellet, Manessier revisité : la rétrospective d'un grand abstrait des années 50, Paris, Le Monde, 10 octobre 1992.
- Bernard Dorival, « Manessier et Singier », Les Nouvelles littéraires, no 1128, 14 avril 1949.
- Bernard Dorival, « Fin en beauté », La Table ronde, no 61, janvier 1953, p. 232 à 235.
- Bernard Dorival, « Manessier, artisan religieux », L'Œil, 1955, p. 26 à 31 et 46 à 47.
- Bernard Dorival, « La carrière de Manessier », XXe siècle, no 7, juin 1956, p. 38 à 42.

### Monographies et catalogues
- Manessier par Jean Cayrol, Paris, Le Musée de Poche, septembre 1955 [premier numéro de la collection] ; réédition mai 1966.
- J.-P. Hodin, Manessier, La Bibliothèque des Arts (Paris) et Ides et Calendes (Neuchâtel, Suisse), 1972.
- Manessier, Bruxelles, Palais des Beaux-arts, 1955.
- Manessier, Stedelijk van Abbe museum, Eindhoven, 1955.
- Manessier, 1955-1956, La Hollande, texte de ELL de Wilde, Paris, Galerie de France, 1956.
- Alfred Manessier, texte de Werner Schmalenbach (en allemand), Hanovre, Kestner-Gesellschaft Hannover, 1958.
- Alfred Manessier, texte de Werner Schmalenbach (en allemand), Zurich, Kunsthaus Zürich, 1959.
- Manessier, Haute Provence, 1958-1959, Paris, Galerie de France, 1959.
- Manessier, Lavis de Haute Provence, introduction de Manessier, album de 33 lavis, Paris, Galerie de France, 1959.
- Alfred Manessier, texte de Ole Henrik Moe (en norvégien et en français), Oslo, Kinstnernes, 1965.
- Alfred Manessier, œuvres de 1935 à 1968, texte de Bernard Dorival (en français et en allemand), Musées de Metz, 1969.
- Manessier, texte de Michel-Georges Bernard, entretien de Manessier avec Léone de la Grandville, Paris, Galerie de France, 1970.
- Alfred Manessier, textes de Bernard Dorival et Jean-Paul Pellaton, Ancienne abbatiale de Bellelay, 1970.
- Alfred Manessier, œuvres de 1935 à 1969, texte de Bernard Dorival, Dijon, musée des beaux-arts, 1970.
- Manessier, Chicago, The arts club of Chicago, 1971.
- Alfred Manessier, Cantiques spirituels de Saint Jean de la Croix, 12 tapisseries tissées par l'Atelier Plasse Le Caisne, extrait d'une conférence de Manessier (1967), Musées de Metz, 1972.
- Manessier, 1970-1974, textes de Camille Bourniquel et Pierre Encrevé, entretien de Manessier avec Pierre Encrevé, Paris, Galerie de France, 1974.
- Manessier, poème de Guillevic, textes de Jacques Lassaigne, Camille Bourniquel et Maurice Bruzeau, entretien de Manessier avec Gilles Prazy, Paris, Musée de la Poste, 1981.
- Alfred Manessier 83, texte de Pierre Encrevé, Paris, Galerie de France, 1983.
- Alfred Manessier, Parcours, texte de Pierre Cabane, Paris, Galerie Patrice Trigano, 1984.
- Manessier, texte de Pierre Encrevé et entretien de Manessier avec Pierre Encrevé (en français et en anglais), Lyon, Elac, 1988.
- Manessier, Le paysage, Peintures 1945-1985, Issoire, centre culturel, 1989.
- Manessier, Œuvres 1927-1989, Abbeville, Musée Boucher de Perthes, 1990.
- Sabine de Lavergne, Alfred Manessier, une aventure avec Dieu (préface de Camille Bourniquel), éditions Siloë, Nantes et Laval, 2003.
- Jean-Pierre Bourdais, Alfred Manessier, mon ami, éditions Siloë, Nantes et Laval, 2004.
- Hélène Claveyrolas, Les Vitraux d'Alfred Manessier dans les édifices historiques, Éd. Complicités, Paris, 2006.
- Christian Briend, Manessier dans les musées de France (préface du prof. Jean-Pierre Changeux), Éd. Monelle Hayot, Saint-Remy-en-l'Eau, 2006.
- Bernard Biard, Manessier, une peinture proche de la musique, Genève, éditions Georges Naef, 2012 (ISBN 2-8313-0419-9).
- J.-P. Hodin, Manessier, édition revue et corrigée par Christine Manessier, éd. Ides et Calendes, Neuchâtel (Suisse), 1996  (ISBN 2-8258-0105-4).
- Montparnasse années 1930 - Bissière, Le Moal, Manessier, Étienne-Martin, Stahly… Éclosions à l’Académie Ranson, Rambouillet, Palais du roi de Rome, Éditions Snoeck, 2010  (ISBN 978-90-5349-796-8).
- Le Poids du monde. Marcel Michaud (1898-1958), sous la direction de Laurence Berthon, Sylvie Ramond et de Jean-Christophe Stuccilli, Lyon, musée des Beaux-Arts, 22 octobre 2011-23 janvier 2012, Lyon, Éd. Fages, 2011, 320 p.  (ISBN 9782849752517) (www.mba-lyon.fr).
- Abstraction 50, l'explosion des libertés, Ville de Rueil-Malmaison, 9 décembre 2011-19 mars 2012, Éditions du Valhermeil, 2011, 128 p. (reproductions : Près d'Haarlem, 1955, 38 × 100 cm, et Vers la nuit, 1958, 97 × 195 cm, p. 20 et 21)  (ISBN 9 782354 670948).
- Alfred Manessier. Le tragique et la lumière (1937-1989), sous la direction de Marie-Domitille Porcheron, Abbaye de Saint-Riquier- Baie de Somme-centre Culturel de Rencontre, 24 juin-24 septembre 2012, Librairie des Musées - Université de Picardie Jules Verne, 2012 (ISBN 978-2-9514892-2-6).
- Tours, Favellas et autres œuvres monumentales, Galerie Applicat-Prazan, FIAC 2012 (18-21 octobre 2012).
- Philippe Cormier, Manessier, Ténèbres et Lumière de Pâques, Editions Scriptoria, mars 2015.
- Manessier, Du crépuscule au matin clair, Musée Mendjisky Écoles de Paris, Paris, juin-octobre 2015.

### Filmographie
- Alfred Manessier, La Passion, entretien avec René Deroudille et Jean-Jacques Lerrant, préface de Pierre Encrevé, Mémoire des Arts, Lyon, 1988, durée 28 min.
- Les Offrandes d'Alfred Manessier, un film de Gérard Raynal, 1992. Durée 52 min, grand prix de la 5e Biennale internationale du film sur l'art. Production Soleluna Films - France 3. Disponible en cassette vidéo et en DVD.
- Alfred Manessier, film/interview de Michel Pfulg (1990), Montreux, éditions Artprod, 2011, durée 46 min.

### Décorations
- Commandeur de l'ordre des Arts et des Lettres Il est fait commandeur le 7 janvier 1981[94].

### Hommages

#### Associations
Plusieurs associations entretiennent la mémoire de l'artiste disparu par différentes initiatives.
- L'association Alfred Manessier est une association au rayonnement national et international.
- L'association Abbevilloise des Amis de Manessier anime plutôt le périmètre d'Abbeville.

#### Prix
Le prix "Hommage à Alfred Manessier" est remis lors de l'exposition de mosaïque contemporaine Mos'art qui se tient chaque année à Hem